# Spinimegopis buckleyi
Spinimegopis buckleyi là một loài bọ cánh cứng trong họ Cerambycidae.